# 日本情報クリエイト
日本情報クリエイト株式会社（にほんじょうほうクリエイト 英: Japan PropTech Co.,Ltd.）は、宮崎県都城市と東京都新宿区の2拠点に本社を置き、不動産業務を支援するシステムやサービスなどの開発・販売を行っている企業である。 
主な事業は業者間物件流通・仲介業務支援・管理業務支援・消費者支援・建築関連ソフトウェアの開発や販売、サポートなど。
コーポレートスローガンとして「関わるすべての人をHAPPYに」を掲げている。

## 概要
不動産業に特化したシステム・サービスの開発を展開していき、2020年7月31日に東京証券取引所マザーズに上場した。（後日、東京証券取引所グロースに変更。） 
2023年4月3日には東京本社を移転。株式会社リアルネットプロとオフィス統合を行った。

## 沿革
- 1994年8月 - 会社設立
- 1995年1月 - 建築見積システム「見積革命」Ver3発売
- 1995年4月 - 「見積革命」を全国へ発売開始
- 1995年5月 - 不動産管理システムの開発へ着手
- 1996年7月 - 建築見積システム「見積革命」Ver4 発売
- 1997年3月 - 不動産管理システム「賃貸革命」発売
- 1997年7月 - 業務拡張に伴い都城市妻ケ丘町へ事務所を移転
- 1998年4月 - 建築見積システム「見積革命」Ver5 発売
- 1998年5月 - 不動産売買管理システム「売買革命」発売
- 1998年11月 - 東京本部開設（東京都新宿区）
- 1998年12月 - 不動産情報無人検索機「MilMil」発売
- 1999年3月 - 「REC 宮崎」専用　不動産情報検索システムを開発
- 1999年8月 - インターネットによる物件情報の発信「サーチランド不動産」運用開始
- 1999年11月 - 不動産業向け間取り作成システム「らくらく間取ろうMa-Draw」発売
- 2000年4月 - 大阪営業所開設（大阪市東淀川区）
- 2000年4月 - 不動産賃貸管理システム「賃貸革命」Ver5 発売
- 2000年10月 - 業務拡張に伴い本社を都城市金田町へ移転
- 2001年4月 - 福岡営業所開設（福岡市南区）
- 2002年10月 - 業務拡張に伴い東京本部を移転
- 2002年12月 - 不動産情報誌作成システム「Magazin-Pro」発売
- 2003年4月 - 不動産売買管理システム「売買革命」Ver6 発売
- 2003年6月 - 仙台営業所開設（仙台市青葉区）
- 2003年10月 - 広島営業所開設（広島市中区）
- 2003年11月 - 業務拡張に伴い仙台営業所を移転
- 2004年4月 - オンラインバックアップサービス「Safety Data Bank」運用開始
- 2004年5月 - 業務拡張に伴い東京本部を現住所へ移転
- 2004年10月 - 不動産売買管理システム「売買革命」Ver6 リビジョンアップ版発売
- 2004年10月 - 札幌営業所開設（札幌市中央区）
- 2005年1月 - 不動産賃貸管理システム「賃貸革命」Ver6 発売
- 2006年6月 - 不動産HP 作成管理システム「Web Manager Pro」発売
- 2006年8月 - 業務拡張に伴い大阪営業所を移転
- 2007年2月 - 業務拡張に伴い札幌営業所を現住所へ移転
- 2008年6月 - 不動産モバイルページ作成・管理システム「Web Manager Pro モバイル版」発売
- 2008年6月 - 不動産業者専用集客ツール「WEB 支援ツール」発売
- 2008年6月 - チラシ作成とインターネット情報発信の物件管理システム「賃貸革命エントリーモデル」「売買革命エントリーモデル」発売
- 2008年8月 - 業務拡張に伴い福岡営業所を現住所へ移転
- 2008年11月 - 不動産管理システム「賃貸革命」Ver7 発売
- 2009年7月 - 不動産管理システム「売買革命」Ver7 発売
- 2009年8月 - 「WEB 支援ツール」リビジョンアップ版発売
- 2009年8月 - WEB 版不動産情報検索システム「MilMil」発売
- 2009年8月 - 「ホームページパック」発売
- 2009年10月 - 業者間物件共有システム「クイックBtoB」発売
- 2010年10月 - 不動産賃貸管理システム「賃貸革命」Ver7リビジョンアップ版発売
- 2010年12月 - 業務拡張に伴い大阪営業所を移転
- 2011年1月 - 不動産HP作成管理システム「Web Manager Pro2 PC版」発売
- 2011年2月 - 顧客・反響管理「営業支援システム」発売
- 2011年4月 - 地域別不動産物件情報サイト「くらサポ」運用開始
- 2011年7月 - 不動産売買管理システム「売買革命」Ver7リビジョンアップ版発売
- 2011年3月 - 業務拡張に伴い本社を現住所へ移転
- 2011年8月 - 四国営業所開設（高松市天神前）
- 2011年11月 - 盛岡営業所開設（盛岡市中央通）
- 2011年11月 - 不動産物件案内システム「部屋タッチ」発売
- 2012年1月 - 「賃貸革命クラウド版」発売
- 2012年4月 - 「売買革命クラウド版」発売
- 2012年10月 - 業務拡張に伴い仙台営業所を現住所へ移転
- 2012年11月 - 「物件検索エンジン プラグイン」発売
- 2013年1月 - 業者間物件流通ネットワーク「不動産BB」運用開始
- 2013年5月 - Tポイント代理店事業開始
- 2013年7月 - 業務拡張に伴い広島営業所を現住所へ移転
- 2013年9月 - 不動産HP システム「Web Manager Lite」発売
- 2014年4月 - 業者間物件共有エンジン「BtoB プラグイン」発売
- 2014年8月 - 「賃貸革命大東建託物件データ取り込み機能」運用開始
- 2014年8月 - 「賃貸革命エントリーモデルLite」提供開始
- 2015年9月 - 不動産HP作成管理システム「Web Manager Pro3 」発売
- 2015年9月 - 不動産HPシステム「Web ManagerLite3」発売
- 2016年2月 - 不動産売買仲介営業支援システム「売買革命10」発売
- 2016年10月 - 北陸営業所開設（石川県金沢市）
- 2017年1月 - 不動産管理システム「賃貸革命10」発売
- 2017年4月 - Web帳票デザイナー 運用開始
- 2017年10月 - 埼玉営業所開設（さいたま市浦和）
- 2018年1月 - 不動産HPシステム「Web Manager Pro3」 レスポンシブウェブデザイン対応
- 2018年2月 - 業務拡張に伴い大阪営業所を現住所へ移転
- 2018年7月 - 盛岡営業所と仙台営業所　統合
- 2019年1月 - 入居者コミュニケーションサービス「くらさぽコネクト 入居者アプリ」 発売
- 2020年4月 - 仲介業務支援サービス「IT 重説」 発売
- 2020年5月 - 仲介業務支援サービス「非対面仲介サービス」 発売
- 2020年5月 - 賃貸革命10「巡回管理機能・巡回管理アプリ」発売
- 2020年7月 - 東京証券取引所マザーズ市場へ新規上場
- 2020年9月 - 業者間物件流通サービスに「電子入居申込機能」追加
- 2021年1月 - オーナーコミュニケーションサービス「くらさぽコネクト オーナーアプリ」 発売
- 2021年6月 - 賃貸革命10「経営分析オプション」発売
- 2021年9月 - 不動産HPシステム「Web Manager Small3」発売
- 2021年9月 - 賃貸革命10「空室プランでんき自動連携」発売
- 2021年11月 - 賃貸革命「電子契約オプション」発売
- 2022年1月 - 東京本社設置
- 2022年2月 - 賃貸革命10「保険申込連携」発売
- 2022年5月 - 賃貸革命10「オンライン駐車場連携」発売
- 2022年11月 - 業者間物件流通サービスに「内見予約機能」追加
- 2022年11月 - 仲介業務支援サービス「見込客管理（CRM）」発売
- 2023年2月 - 宇都宮営業所開設（栃木県宇都宮市）
- 2023年4月 - 東京本社移転・リアルネットプロとオフィス統合
- 2023年8月 - オーナー向け満室戦略レポーティングサービス「空室対策ロボ」発売